# Senobasis almeidai
Senobasis almeidai là một loài ruồi trong họ Asilidae. Senobasis almeidai được Carrera miêu tả năm 1946. Loài này phân bố ở vùng Tân nhiệt đới.